# Karl-Kristian Kruse
Karl-Kristian Lars Peter Kruse (* 15. September 1974 in Nuuk) ist ein grönländischer Politiker (Siumut)

## Leben und Karriere
Karl-Kristian Kruse ist seit 1989 als Fischer und Jäger tätig und stammt aus Niaqornat. Mit seiner Frau Lona hat er drei Kinder. Von 1994 bis 2009 war er Vorsitzender der Jäger- und Fischerorganisation KNAPK in Niaqornat. Karl-Kristian Kruse spielt eine der Hauptrollen im Dokumentationsfilm Ein Dorf am Ende der Welt von 2012.
Erste Berührungspunkte mit der Politik hatte er 1998, als er Mitglied des Dorfrats wurde. 2002 wurde er auch Mitglied des Rats der Gemeinde Uummannaq. Bei der Kommunalwahl 2005 wurde er nicht wiedergewählt. Er kandidierte auch bei der Parlamentswahl 2005, wurde aber nicht gewählt. Ab 2009 saß er im Rat der neuen Qaasuitsup Kommunia. Bei der Parlamentswahl 2013 wurde er erstmals ins Inatsisartut gewählt. Bei der Kommunalwahl 2013 kandidierte er deswegen nicht mehr. Bei der Parlamentswahl 2014 wurde er wiedergewählt und zum Minister für Fischerei, Jagd und Landwirtschaft im Kabinett Kielsen I ernannt. Im Mai 2016 trat er zurück, um seinem Sohn die Jagd zu lehren. Nach mehreren Ressortverschiebungen erlangte Karl-Kristian Kruse im April 2017 seinen Ministeriumsposten im Kabinett Kielsen II zurück und war so bis zum Ende der Legislaturperiode im April 2018 Minister für Fischerei und Jagd. Bei der Parlamentswahl 2018 erhielt er 322 Stimmen und erzielte damit erneut einen Sitz im Inatsisartut. 2021 trat er nicht mehr zur Parlaments- und Kommunalwahl an.